# Georg Wittig
Pour les articles homonymes, voir Wittig.
Georg Friedrich Karl Wittig (16 juin 1897 à Berlin - 26 août 1987 à Heidelberg, Allemagne) est un chimiste allemand. Il a découvert une méthode de synthèse des alcènes à partir d'aldéhydes et de cétones, en utilisant des ylures de phosphore (la réaction de Wittig). Il obtint avec Herbert C. Brown le prix Nobel de chimie en 1979.

## Biographie
Fils d'un artiste peintre et d'une musicienne, il fréquenta le Wilhemsgymnasium (lycée) à Cassel jusqu'à son Abitur et commence à étudier la chimie à l'âge de 19 ans à l'université de Tübingen. Il continue ses études à l'université de Marbourg à partir de 1920, travaillant auprès du professeur Karl von Auwers ; il obtient son doctorat le 7 mai 1923.
La même année, il reçoit une place de Privatdozent (maître de conférence) à l'université de Marbourg. C'est à cette époque qu'il commence les travaux, qui le conduiront à obtenir l'habilitation à diriger des recherches en 1926. En 1930, année où il épouse Waltraut Ernst, il devient assistant principal puis, en 1932, professeur extraordinaire. La même année, il accepte également d'enseigner en parallèle à l'université technique Carolo-Wilhelmina de Brunswick.
En 1937, il est recruté par le professeur Hermann Staudinger à l'université de Fribourg-en-Brisgau. En 1939, il reçoit la qualité de fonctionnaire et, en 1944, est titularisé en tant que professeur ordinaire à l'université de Tübingen. À partir de 1956, il est directeur de l'institut de chimie organique de l'université de Heidelberg.

## Principaux travaux
En 1942, il prédit l'existence des arynes.

1,2-Didehydrobenzol

En 1950, il développe avec son doctorant Ulrich Schöllkopf (en) une méthode de synthèse des dérivés éthyléniques (la réaction de Wittig). En 1979, Herbert C. Brown et lui reçoivent conjointement le prix Nobel de chimie « pour le développement de l'usage des composés chimiques comprenant du bore et du phosphore, respectivement, dans d'importants réactifs en synthèse organique » (plus précisément, il l'obtient pour la réaction de Wittig, alors que Brown l'obtient pour ses travaux sur les boranes). La réaction de Wittig permet, combinée avec d'autres techniques, la synthèse du rétinol (vitamine A). En laboratoire, c'est une des méthodes d'obtention d'une double liaison C=C les plus importantes. L'étape principale de la réaction de Wittig est l'addition d'un ylure de phosphore sur un groupement carbonyle.

## Publications
- (de) Georg Wittig, Untersuchungen über o-Oxydiphenyl und über die Bildung von Diphenochinonen, Marbourg, Univ. Diss., 1923, 72 p.
- (de) Georg Wittig, « Zur Erschließung der Benzo-γ-pyrone », Liebigs Ann. Chem., vol. 446, no 1,‎ 1926, p. 155-204 (ISSN 0075-4617, lire en ligne)
- (de) Georg Wittig, Stereochemie, Leipzig, Akademische Verlagsgesellschaft, 1930, 388 p.
- (de) Georg Wittig et Ulrich Schöllkopf, « Über Triphenyl-phosphin-methylene als olefinbildende Reagenzien », Ber. Dtsch. Chem. Ges., vol. 87, no 9,‎ 1954, p. 1318-1330 (ISSN 0365-9488, lire en ligne)
- (de) Georg Wittig, Über at-Komplexe als reaktionslenkende Zwischenprodukte, Cologne, Westdeutscher Verlag, 1966, 67 p.
- (en) Georg Wittig, C Ganter et G Henrici-Olivé, Preparative organic chemistry, Springer Verlag, 1976, 136 p. (ISBN 978-0-387-07932-5, 978-0-387-07900-4 et 978-3-540-07900-2, OCLC 2699491)

## Prix et distinctions
- Médaille Adolf von Baeyer (1953)[5]
- Prix Otto-Hahn (de) de physique-chimie (1967)
- Roger Adams Award (1973)[6]
- Prix Karl Ziegler (1975)[7]
- Prix Nobel de chimie (1979)[1]

- Membre de l'Académie des sciences de Heidelberg (1956)
- Docteur honoris causa de la Sorbonne (1957) et des universités de Tübingen et de Hambourg (1962)
- Membre de la Leopoldina (académie des sciences allemande) (1962)
- Citoyen d'honneur de la ville de Heidelberg
- Grand commandeur de l'ordre du Mérite de la République fédérale d'Allemagne (1980)